# Музей современного искусства (Пассау)
Музей современного искусства в Пассау (нем. Museum Moderner Kunst — Stiftung Wörlen Passau, MMK) — художественная галерея в центре города Пассау (Нижняя Бавария), открытая в 1990 году как музей художественного фонда, созданного архитектором и меценатом Хансом Вёрленом; галерея, расположенная на границе с Восточной Европой, ставит себе целью стать форумом о современном искусстве и тем самым сблизить Восток и Запад Европейского континента; по состоянию на 2006 года, коллекция музея насчитывала около двух тысяч произведений; галерея проводит как персональные, так и групповые выставки художников XX и начала XXI века.

## История и описание
Архитектор и меценат Ханс Эгон Вёрлен (1915—2014) начал собирать свою коллекцию, продолжив тем самым деятельность своего отца Георга Филиппа Вёрлена (1886—1954), входившего в целый ряд художественных объединений своего времени — таких как «Wiener Hagenbund», «Der Fels» и «Donau-Wald-Gruppe». Новые приобретения Ханса Эгона, наравне с подарками от самих художников дополнили и расширили коллекцию, состоявшую, в основном, из работ экспрессионистов и социальных реалистов. В итоге, по состоянию на 2006 года, коллекция музея насчитывала около двух тысяч произведений.
Открытия музейного здания для размещения коллекции состоялось в 1990 году; галерея разместилась в центре Старого города Пассау, непосредственно на берегу Дуная, в помещении, созданном путём преобразования четырех — ранее никак не связанных — старых городских домов, самые старые части которых относятся к XII веку. В итоге получился «необычный» ансамбль, сочетающий в себе архитектурные элементы самых разных исторических периодов — от романского и готического, до барокко и классицизма. Общая выставочная площадь MMK составила около 1000 м²; экспонаты размещаются на трех уровнях здания.
Первым директором новой галереи стал один из её основателей, Гервальд Зонненбергер (1950—2001); с сентября 2003 года по июнь 2007 года музеем руководил австрийский куратор Ханс-Петер Випплингер (род. 1968); его увольнение вызвало ряд критических замечаний в местной прессе. В январе 2008 года доктор искусствоведения Жозефина Габлер взяла на себя руководство — 1 апреля 2018 года она перешла на должность главы берлинским музея Кете Кольвиц (Käthe-Kollwitz-Museum).
Помимо постоянной экспозиции, галерея в Пассау проводит временные выставки произведений искусства XX и XXI века — как персональные, так и групповые (тематические) — представляя разнообразные течения (от классического искусства и информализма, до современных работ). Среди представленных художников были как известные, так и начинающие авторы — такие как Лионель Фейнингер, Кит Харинг, Йиржи Коларж, Эгон Шиле, Антони Тапиес, Эдуардо Чиллида, Сальвадор Дали, Франц Вест, Макс Бекманн, Пабло Пикассо, Йоко Оно, пара Кристо и Жанна-Клод, Хорст Янссен, Юрген Клауке, Рудольф Клаффенбок и Ив Кляйн. Проводя до 15 временных выставок в год, музей дополняет их разнообразной программой по художественному образованию — пытаясь показать «стилистический плюрализм» современного искусства. Особое внимание уделяется искусству Австрии и соседних стран Восточной Европы — таких как Чехия, Словакия и Венгрия; галерея, расположенная на границе с Восточной Европой, ставит себе целью стать форумом о современном искусстве и тем самым сблизить Восток и Запад Европейского континента.

### История здания
Центральное здание, сегодня расположенное по адресу Bräugasse 17, было, вероятно, домом священника, связанного с располагавшимся напротив бывшим бенедиктинским монастырём, построенном около 740 года. Здание имело обнесенный стеной отдельный проход к монастырю и, скорее всего, к его часовни (сегодня является одной из комнат музея). В 1807 году, после того как монастырь был распущен в ходе секуляризации в регионе, деятельность пасторов прекратилась, а сам дом с 1767 года (полностью или частично) перешёл в частную собственность. В период после 1870 года здание было преобразовано — путем многочисленных перестроек — в многоквартирный дом; в этом состояние оно находилось до 1980-х годов. После тщательной реставрации дома, прошедшей в 1988—1990 годах, старый дизайн интерьера удалось частично восстановить, сделав понятной его историческую ценность; в июне 1990 года весь восстановленный комплекс зданий был передан в музейное пользование.
На первом этаже находятся два массивных деревянных потолка, скреплённых исключительно деревянными гвоздями и клиньями, добавленные в период барокко. На данном этаже особенно заметно, что единое сегодня здание состоит из отдельных фрагментов — толстые стены и разница в высоте между отдельными комнатами выдаёт историю строения. На верхние этажи ведет центральная лестница, которая также была возведена в стиле барокко; аркады и атриум были добавлены в период классицизма. Фасад здания был построен в стиле ренессанс и датируемый 1559 годом.